# Électrophotographie
L'électrophotographie, ou xérographie, est un procédé d'impression utilisé pour la photocopie et l'impression laser.

## Histoire
Le principe général de l'électrophotographie est compris par Jean-Jacques Trillat en 1935. Il est découvert par Chester Carlson le 22 octobre 1938, qui le brevète le 6 octobre 1942. Il propose son brevet à Kodak qui le refuse, le vend à l'institut américain Batelle Development Corporation, brevet qui est finalement racheté par la Haloid Company en 1947. Cette technique est améliorée et industrialisée en 1950 par Robert Gundlach pour la société Haloid, renommée ensuite Xerox. Ce procédé est actuellement utilisé dans les photocopieurs et les imprimantes laser pour ordinateurs. Il a supplanté les cyanotypes et la diazographie utilisés antérieurement pour la reproduction de plans.

## Principe

Schéma du procédé de xérographie.

Le tambour est le cœur du système d'impression. Il est généralement composé d'un cylindre en aluminium recouvert d'une couche en semi-conducteur photosensible. Le semi-conducteur photoconducteur peut être un polymère organique (OPC) ou un semi-conducteur non organique : oxyde de zinc (ZnO), sulfure de cadmium (CdS), sélénium (Se), arsenic-sélénium (As2Se3), silicium amorphe (A-Si). Diverses couches de protection s'ajoutent à cette couche active.
Le cylindre est chargé en électricité statique par un dispositif haute tension (initialement appelé corotron, scorotron ou corona, procédé producteur d'ozone abandonné au profit de rouleaux de charge en caoutchouc conducteur). Le toner — encre en poudre ultrafine  — vient se coller, aux endroits déchargés par le faisceau laser (ou toute autre source de lumière).
Le tambour photoconducteur est exposé à une lumière laser ou led pour former l'image à imprimer. Les parties exposées à la lumière deviennent conductrices et voient leur charge neutralisée. Les parties non exposées gardent leur charge négative. De l'encre en poudre (toner) (résine colorée) préalablement chargée positivement par triboélectricité est déposée sur le cylindre d'impression. Elle est attirée sur les parties chargées négatives en surface du photoconducteur, c'est-à-dire les zones n'ayant pas été exposées à la lumière (le masque d'exposition à la lumière laser est donc le négatif de l'image que l'on veut imprimer sur papier blanc). L'encre est ensuite transférée directement ou via un blanchet sur le support d'impression, lui-même chargé en électricité statique, le toner est chauffé et pressé afin de se fixer définitivement par fusion et incrustation dans les fibres du papier. Sur certains modèles, le four est enduit d'une fine couche d'huile de silicone. En fin de cycle, le cylindre d'impression est débarrassé des résidus d'encre et rechargé en électricité pour commencer le cycle d'impression suivant.

## Technologies
Pour le tambour, l'avantage de la matière dite OPC  est son faible coût, elle peut également être utilisée sur des supports souples ; par contre elle est fragile, sensible tant aux contraintes mécaniques et aux contraintes chimiques (le simple fait d'être touchée par un doigt l’altérera définitivement) qu'à une exposition à la lumière. Une matière non organique telle que le silicium amorphe est plus chère et peu de fabricants disposent de la technologie pour le mettre en œuvre, par contre il est extrêmement résistant, il peut être nettoyé avec des solvants doux, il résiste à un contact avec des matériaux n'ayant pas une trop forte dureté (l'acier le marquera instantanément mais il résistera à du plastique ou du bois) et il pourra rester plusieurs heures à la lumière ambiante sans que ses caractéristiques ne soient altérées.
Un tambour a une durée de vie limitée qui se mesure en nombre de pages imprimées (ou image pour les impressions couleur), pouvant aller jusqu'à quelques centaines de milliers pour certains modèles. Selon les fabricants et les modèles, le tambour sera considéré comme une pièce détachée (comprise dans la garantie dans la limite d'une durée et d'un nombre d'impressions) ou comme un consommable (avec une durée de vie en nombre d'impressions et une simple garantie de déballage). Lorsque le tambour est considéré comme une pièce détachée et que le nombre d'impressions est atteint mais pas la durée de vie, il est parfois possible de remplacer un kit de maintenance payant pour prolonger la garantie.

## Usage dans l'animation
Ub Iwerks adopte la xérographie pour réduire le budget des films d'animation des studios Disney en photocopiant les dessins des animateurs directement sur celluloïd. Le premier long métrage d'animation à utiliser la xérographie fut Les 101 Dalmatiens (1961). Au départ, seuls les contours noirs peuvent être photocopiés, mais à partir des Aventures de Bernard et Bianca (1977), le procédé de la xérographie est utilisable sur des contours gris et colorés.

### Exemples de films produits utilisant la xérographie

#### Longs-métrages
- 1961 : Les 101 dalmatiens
- 1963 : Merlin l'enchanteur
- 1964 : Mary Poppins
- 1967 : Le livre de la jungle
- 1970 : Les Aristochats
- 1971 : La Cane aux œufs d'or (générique)
- 1971 : L'Apprentie sorcière
- 1973 : Robin des Bois
- 1976 : Les Douze Travaux d'Astérix
- 1977 : Les Aventures de Bernard et Bianca
- 1977 : Peter et Elliott le dragon
- 1978 : La Ballade des Dalton
- 1981 : Rox et Rouky
- 1982 : Brisby et le secret de NIMH
- 1986 : Fievel et le nouveau monde
- 1987 : Les Aventures des Chipmunks
- 1988 : Le Petit Dinosaure et la vallée des merveilles
- 1989 : Charlie, mon héros
- 1990 : Les Jeston, le film
- 1991 : Homère le roi des cabots
- 1991 : Rock-o-rico
- 1991 : Fievel au Far West
- 1993 : Le voyage d'Edgar dans la forêt magique
- 1994 : Richard au pays des livres magiques
- 1994 : Poucelina
- 1994 : Le Lutin magique
- 1998 : Scooby-Doo sur l'île aux zombies
- 2001 : Scooby-doo et la Cybertraque

#### Courts métrages
- 1960 : Goliath II
- 1961 : Donald et la roue
- 1961 : Donald et l'écologie
- 1961 : Dingo fait de la natation
- 1966 : Winnie l'ourson et l'arbre à miel
- 1967 : Picsou banquier
- 1968 : Winnie l'ourson dans le vent
- 1969 : C'est pas drôle d'être un oiseau
- 1974 : Winnie l'ourson et le tigre fou
- 1978 : Le Petit Âne de Bethléem
- 1979 : Banjo, le chat malicieux
- 1983 : Le Noël de Mickey
- 1990 : Le Prince et le Pauvre